# Rozhledna Na Signálu
Rozhledna Na Signálu se nachází na vrchu Signál (505 m n. m.), v těsné blízkosti předválečné (prvorepublikové) linie těžkého opevnění a nad osadou Slavíkov, která spadá pod správu obce Horní Radechová. Okresní město Náchod je od ní vzdáleno cca 5 km jižním směrem.

## Základní informace

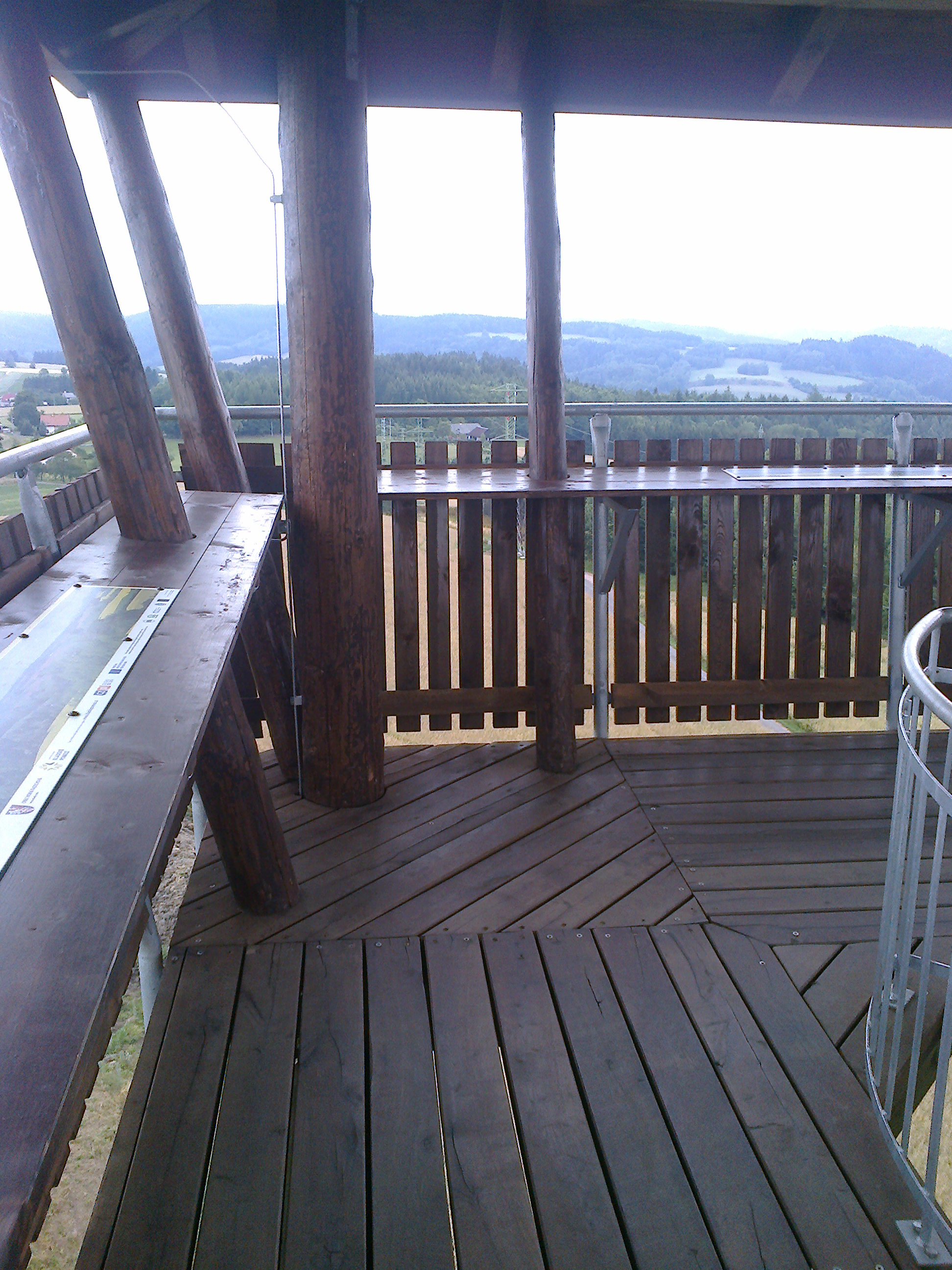
Hlavní vyhlídkové patro

Tato převážně dřevěná rozhledna měří 29 metrů. Základní konstrukce se skládá z železobetonové desky, na které jsou postaveny čtyři nosné sloupy, ocelového točitého schodiště a zastřešeného hlavního vyhlídkového místa, které se nachází ve výšce 25 metrů nad povrchem. V případě příznivého počasí lze z této rozhledny dohlédnout na Ostaš, Broumovské stěny, Jestřebí hory, Krkonoše, Orlické hory, Stolové hory, Králický Sněžník, částečně na Javoří hory a na celou Zvičinu.

## Historie
Rozhledna na vrchu Signál byla realizována díky iniciativně obce Horní Radechová, obecně prospěšné společnosti Branka, o. p. s. a Euroregionu Glacensis, když záměr zařadili rozhledny do dotačního přeshraničního projektu EU „Místa plná rozhledů v Euroregionu Glacensis“, Po schvalovacím procesu a dalších krocích začala v červenci 2014 samotná realizace stavby podle projektu Ing. Antonína Olšiny. Tu zajišťovala firma Tesmen, s. r. o. z Olešnice (u Červeného Kostelce). Rozhledna byla dokončena v prosinci 2014. Náklady na stavbu dosáhly 3,4 mil. Kč, obec Horní Radechová uhradila desetinu těchto výdajů. Další peníze však obec musela zaplatit za pozemek a další náležitosti. A tak celkem utratila za realizaci tohoto projektu cca 700 tis. Kč.
Slavnostní zahájení konané dne 13. prosince 2014 zahrnovalo především posvěcení rozhledny náchodským vikářem Václavem Hegrem, ochutnávku staročeské kuchyně a poslech kapely Klapeto.

## Přístup
V obci Horní Radechová je třeba odbočit ze silnice spojující Náchod a Červený Kostelec do osady Slavíkov. Po vystoupání a projetí této osady se rozhledna nalézá na návrší, nedaleko objektu těžkého opevnění.

## Galerie

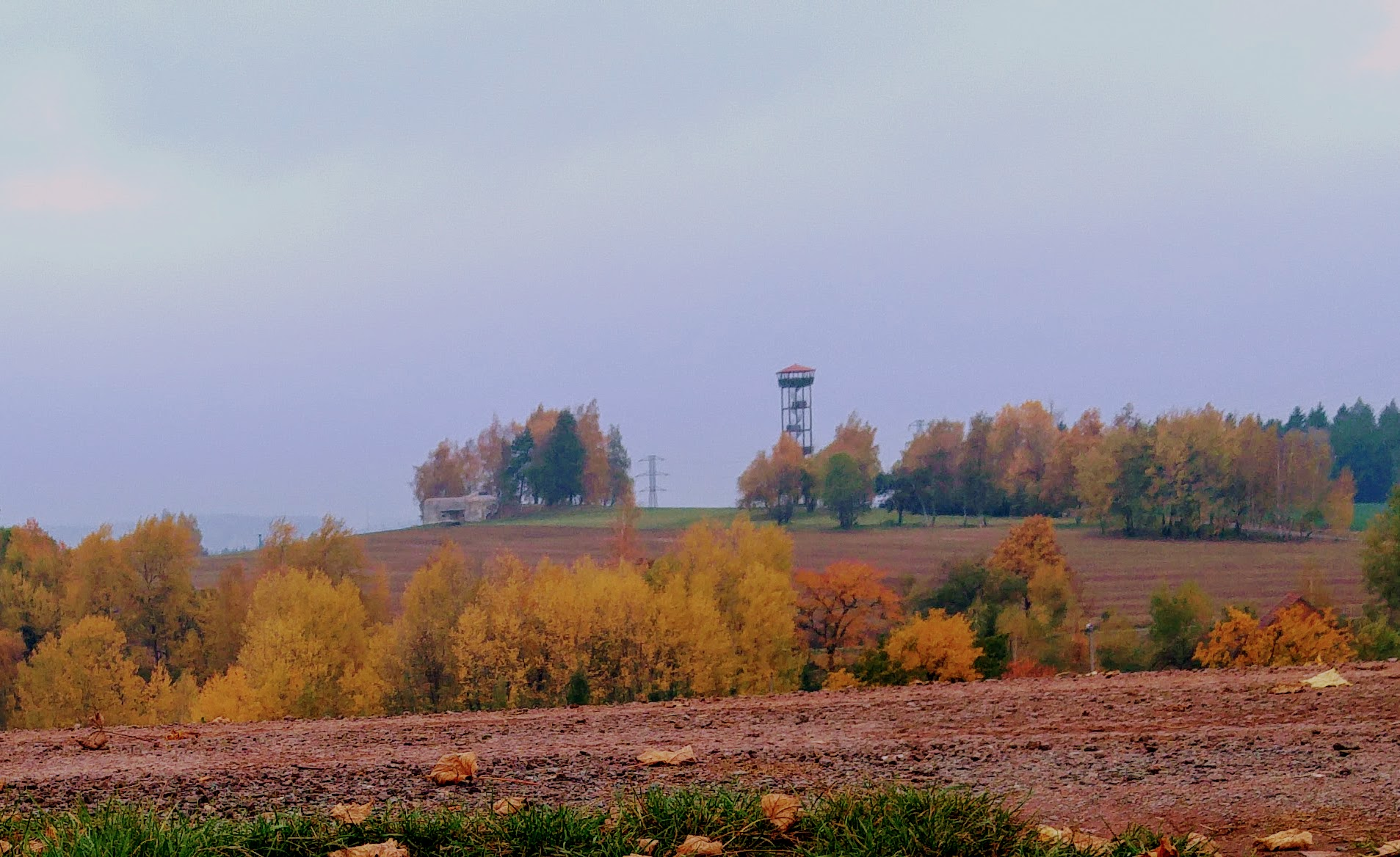
Vrch Signál v Červenokostelecké pahorkatině
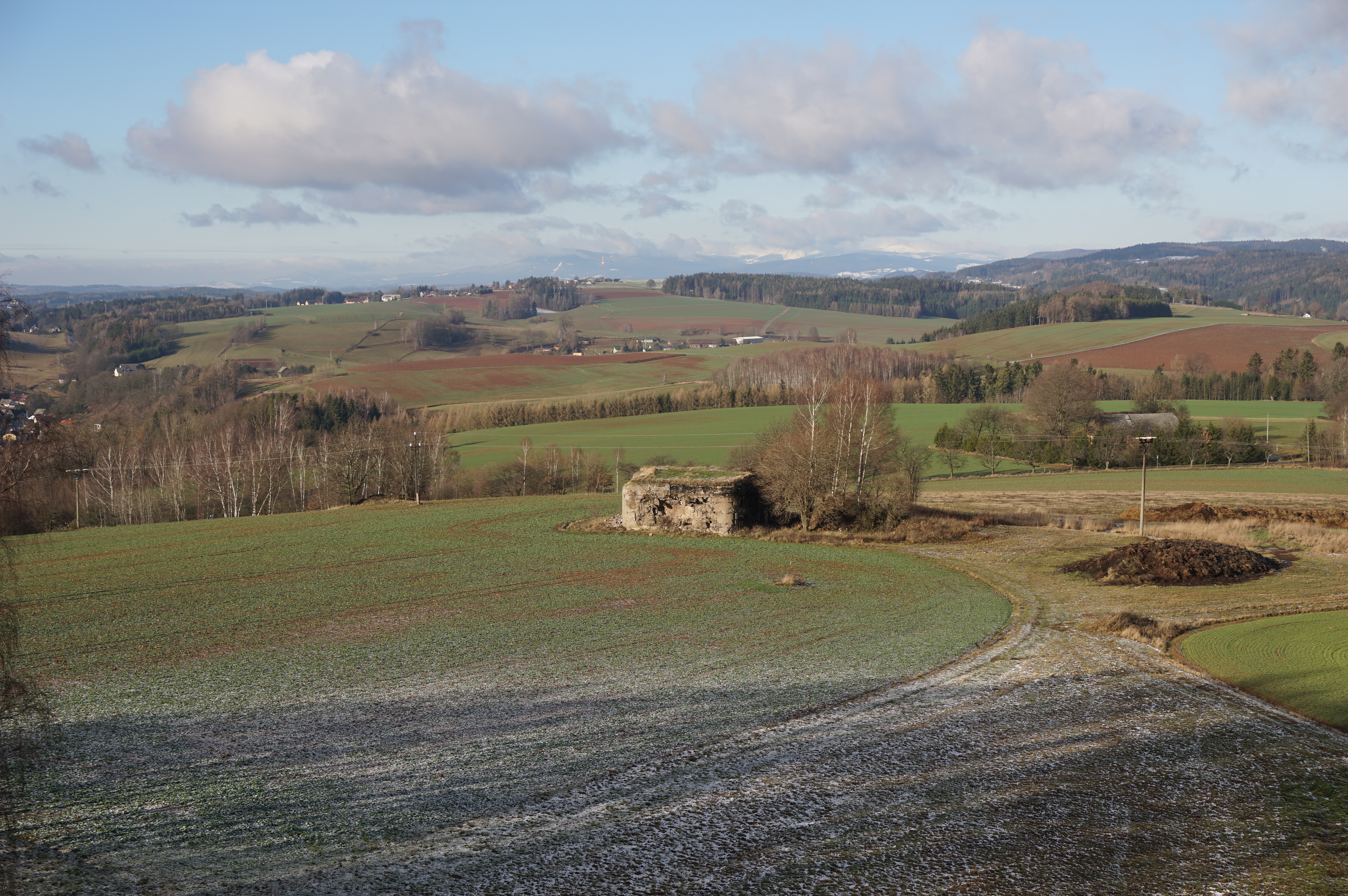
Pohled na severozápad – směr Slavíkov
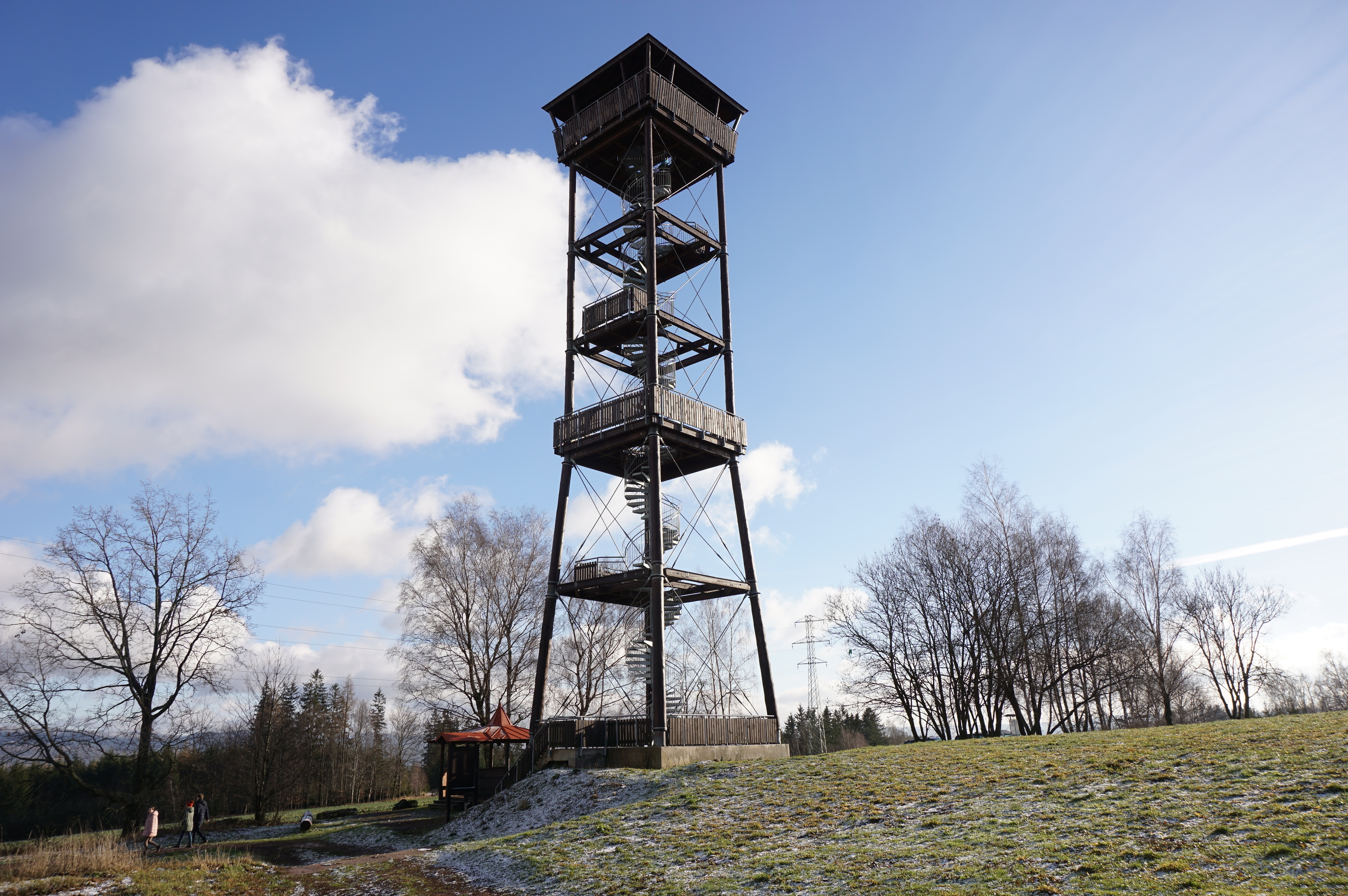
Rozhledna na vrchu Signál – předjaří